# BAHA
BAHA（バハ、Bone Anchored Hearing Aid、埋め込み型骨導補聴器）とは、骨伝導の仕組みを用いた補聴器の一種、またはスウェーデンEntific Medical Systems社が開発、販売しているこの補聴器の商標である。
外科手術により頭蓋骨にチタン製の台座を埋め込み、そこに補聴器具を取り付けることで効率的な骨伝導を実現するとされている。そのためこの器具は、外耳・中耳に傷害のある伝音性難聴に効果的である。